# Lugo városfala
A spanyolországi Lugo városfala a galiciai település óvárosát veszi körbe. A 2266 méter hosszú, 85 toronnyal megerősített falat a római időkben, a 3. században építették a betörő barbárok ellen és ma a legjobb állapotban megmaradt római városfal egész Spanyolországban. 2000 óta a Világörökség része.

## Leírása
A valamikori Lucus Augusti városfala a legjobb állapotban fennmaradt római fal az egész Ibériai-félszigeten. Fennállásának 17 évszázada alatt nem végeztek rajta olyan változtatásokat, amelyek jelentősen módosították volna eredeti tervezője, Vitrubio koncepcióját. Alaprajza többé-kevésbé lekerekített sarkú téglalapot formáz. Elhelyezése némileg rejtélyes, a római város egyes lakóházai kimaradtak a fal védelméből, míg az körülvesz lakatlan lakatlan területeket is.
A védőfal több mint két kilométer hosszú (pontosan 2117 m) és 34,4 hektáros területet vesz körbe. Szélessége 4,2 m, de egyes helyeken eléri a 7 métert is. Magassága 8-12 m között változik. A falat egyenlőtlen közönként tornyok szakítják meg; összesen 85 vagy 86 volt belőlük. 46 közülük épen megmaradt, 39 pedig többé-kevésbé jó állapotban maradt ránk. A köztük lévő távolság 8,8-9,8 métertől 15,9-16,4 méterig változik. A többségében félkör alakú tornyok 5,35-12,8 m szélesek, kétszintesek. Néhány torony szögletes alaprajzú. Egyikükön, a La Moscherán láthatóak felépítménye maradványai, rajta két ívelt tetejű ablakkal. Feltételezik, hogy eredetileg a többi toronynak is hasonló felépítménye volt és a jókora ablakokból íjakkal és hadigépekkel (onager, scorpio) tudtak lövöldözni a védők.
A tornyok és a falak homlokzata kétféle kőből, gránitból és palából készültek, különféle kombinációkban. Egyes helyeken a gránitalapokra húzták fel a palafalat, másutt az alapot is palából rakták. Máshelyütt a fal feléig vagy kétharmadáig gránit épült, amire gránittömbökkel kevert palából épült falat emeltek. A kőfalak közti hézagot kaviccsal és kövekkel kevert földdel töltötték ki.
A falak előtt 5 méterrel valamikor 20 m széles és 4 m mély vizesárok húzódott, ami mára eltűnt.

## Kapuk

A lugói városfal kapui: 1. Szt. Ferdinánd-kapu 2. Hamis kapu 3. Állomás-kapu 4. Szt. Péter-kapu 5. Izquierdo püspök-kapu 6. Aguirre püspök-kapu 7. Santiago-kapu 8. Miño-kapu 9. Odoario püspök-kapu 10. Új kapu

A falakon eredetileg öt kapu volt, a város útvonalainak megfelelően. 1853 és 1921 között a város növekedését követve öt újabb kaput vágtak. A kapukból négyen lehet áthajtani autóval, hat pedig gyalogosoknak van fenntartva.
A római idők kapui a Miño-kapu, Hamis kapu, Szt. Péter-kapu, Új kapu és Santiago-kapu. A falak építésekor még csak a Miño- és talán a Hamis kapu állt, a többiek későbbiek. Az 1853 után tört kapuk a San Fernando- (1853), Állomás- (1875), Izquierdo püspök- (1888), Aguirre püspök- (1894) és Odoario püspök-kapuk (1921).
A Szt. Péter kapuhoz futottak be az Asturica Augustába (ma Astorga) és a Braccara Augustába (ma Braga Portugáliában) vezető XIX. és XX. főutak. Az Új kapuból induló út Brigantiumba (ma Betanzos), a Miño-kapuból Iria Flaviába (Padrón), a Hamis kapuból induló pedig a Lucus Asturum (Lugo de Llanera) kikötővárosába vezetett.
A fal védelmi szerepén kívül lehetőséget nyújtott kapupénz szedésére és a város forgalmának ellenőrzésére is. A fából készült kapuszárnyak többé-kevésbé a 19. századig a helyükön maradtak, de 1877 után már leszerelték őket.
A fal tetejét hat lépcsőn, vagy a Santiago-kapu mellett egy 18. századi rámpán lehet megközelíteni.

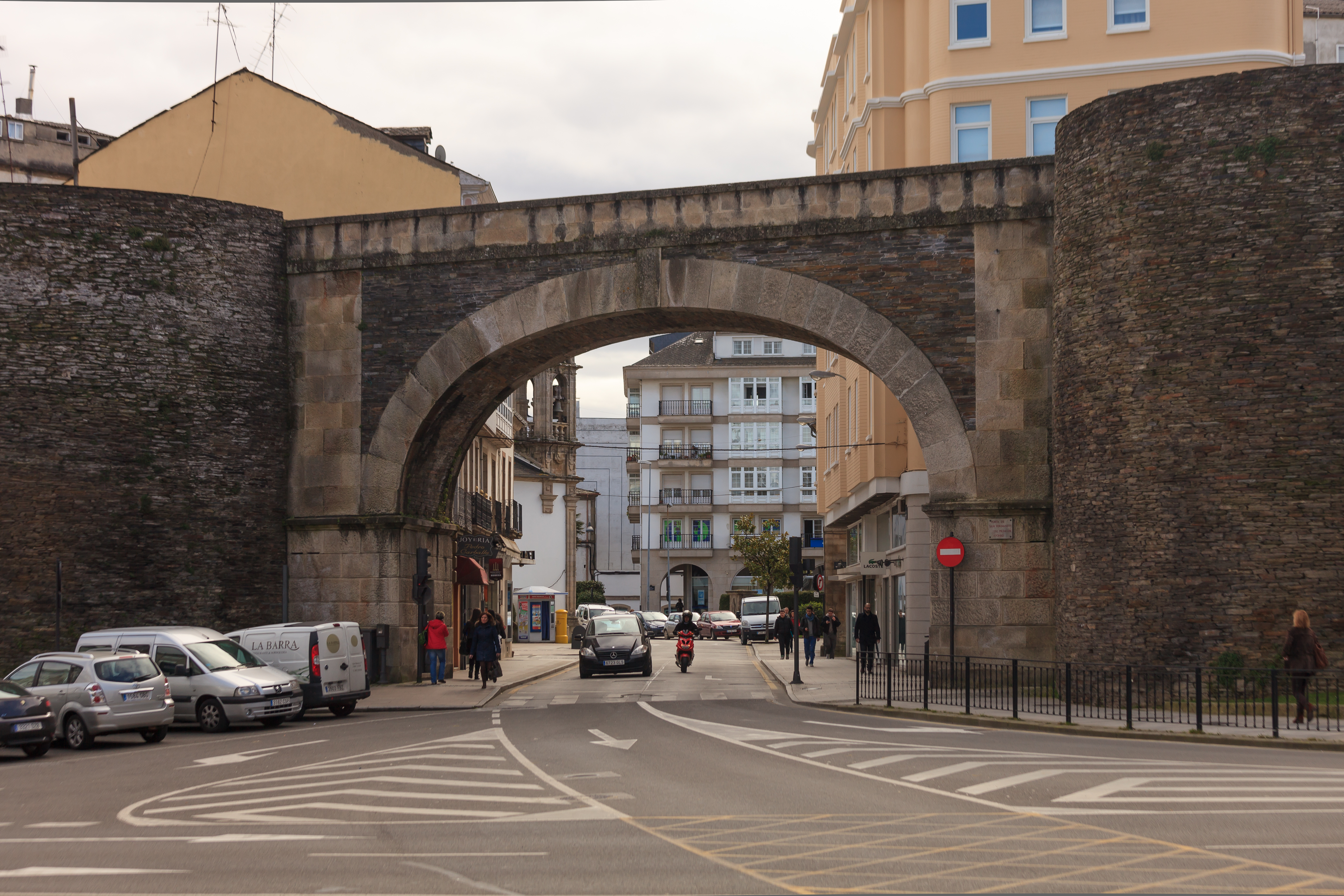
A Szt. Ferdinánd-kapu

- Szent Ferdinánd-kapu (Puerta de San Fernando). A kaput 1853-ban kezdték építeni és a következő évre befejezték. 1858-ban II. Izabella királynő avatta fel, akkor még az ő fiának tiszteletére Hercegkapunak hívták. 1962-ben kiszélesítették, ekkor kapta mai formáját. Szélessége 12,5 m, magassága 7,5 m. Ez az óváros egyik főbejárata, autók és gyalogosok egyaránt használhatják.
- Hamis kapu (Porta Falsa). A római időkből maradt kaput a 17-18. században még Rés-kapunak (Puerta del Boquete). Alakját illetően megfelel a rómaiak által posterulae-nak nevezett bejáratoknak, bár az idők során többször átalakították. Szélessége 3,45 m, magassága 5,65 m. Félköríves boltívét 1798-ban építették. Nevét onnan kapta, hogy 1621-ig le volt zárva.
- Állomás-kapu (Porta da Estación). A kapura akkor lett szükség, amikor a vasút megérkezett a városba. 1875-ben készült el, egy évvel később pedig kiszélesítették a két szomszédos toronyig. 1921-ben átépítették, mai formáját akkor kapta. Szélessége 10 m, magassága 8 m.
- Szt. Péter-kapu (Puerta de San Pedro). Az ókori kapu nevét a középkorban kapta, de hívták Toledói-kapunak is, miután innen indult az út Kasztília felé. Ezen a kapun keresztül lép be az El Camino zarándokút a városba. 3,7 m széles és 4,85 m magas. Két széles, félköríves torony fogja közre és őrház is tartozik hozzá. Fölötte látható a város címere és az 1781-es átépítés dátuma.
- Izquierdo püspök-kapu (Puerta del Obispo Izquierdo). Börtönkapuként is ismerik, mert azért nyitottak 1888-ban, hogy elérhetővé tegyék az új fogházat. Tervezője Nemesio Cobreros Cuevillas volt. Nevét Izquierdo püspökről, a város egyik jótevőjéről kapta. Szélessége 4,32 m, magassága 7,15 m.
- Aguirre püspök-kapu (Puerta del Obispo Aguirre) A kaput 1894-ben nyitották, hogy könnyebben elérhetővé tegyék az Aguirre püspök által építtetett papi szemináriumot és az 1858-ban alapított temetőt. Építése során két római tornyot lebontottak. Szélessége 10 m, magassága 8,15 m.
- Santiago-kapu (Porta de Santiago) A Postigónak is nevezett, már ókorban is meglévő kapu feltehetően egy nagyobb kapu része volt eredetileg. Szélessége 4,15 m, magassága 5,5 m. 1759-ben átépítették, hogy szekerek is átférjenek rajta és ekkor került rá Mórölő Szt. Jakab (spanyolul Santiago Matamoros) szobra és Izquierdo püspök címere. 1589-ig ezen a kapun át vitték az ágyúkat a helyükre és ezt hagyták nyitva amikor járványok idején lezárták a várost.
- Miño-kapu (Porta Miñá). Ez a kapu változott legkevesebbet a római idők óta. Őrfülkéje is van, amit egy időben kápolnaként használtak. A 3,65 m széles bejárat két torony közötti bemélyedésben található. 1870-ben le akarták bontani, de pénzhiány miatt erre végül nem került sor. Nevét a Miño folyóról kapta.
- Odoario püspök-kapu (Puerta del Obispo Odoario) A kaput illegálisan építették és létrejötte hozzájárult ahhoz, hogy a városfalat védett műemlékké nyilvánítsák. A falat 1921-ben kezdték bontani a Santa María-kórház építésével együtt és a kaput 1928-ban fejezték be Ramiro Sainz Martínez tervei alapján. Szélessége 12 m, magassága 9,1 m.
- Új kapu (Porta Nova) Ókori eredetű, a középkorban kápolnaként használt őrfülkét is tartalmazott. A régi kaput 1899-ben lebontották és Juan Álvarez de Mendoza tervei alapján teljesen átépítve kiszélesítették. Szélessége 4,6 m, magassága 8 m.

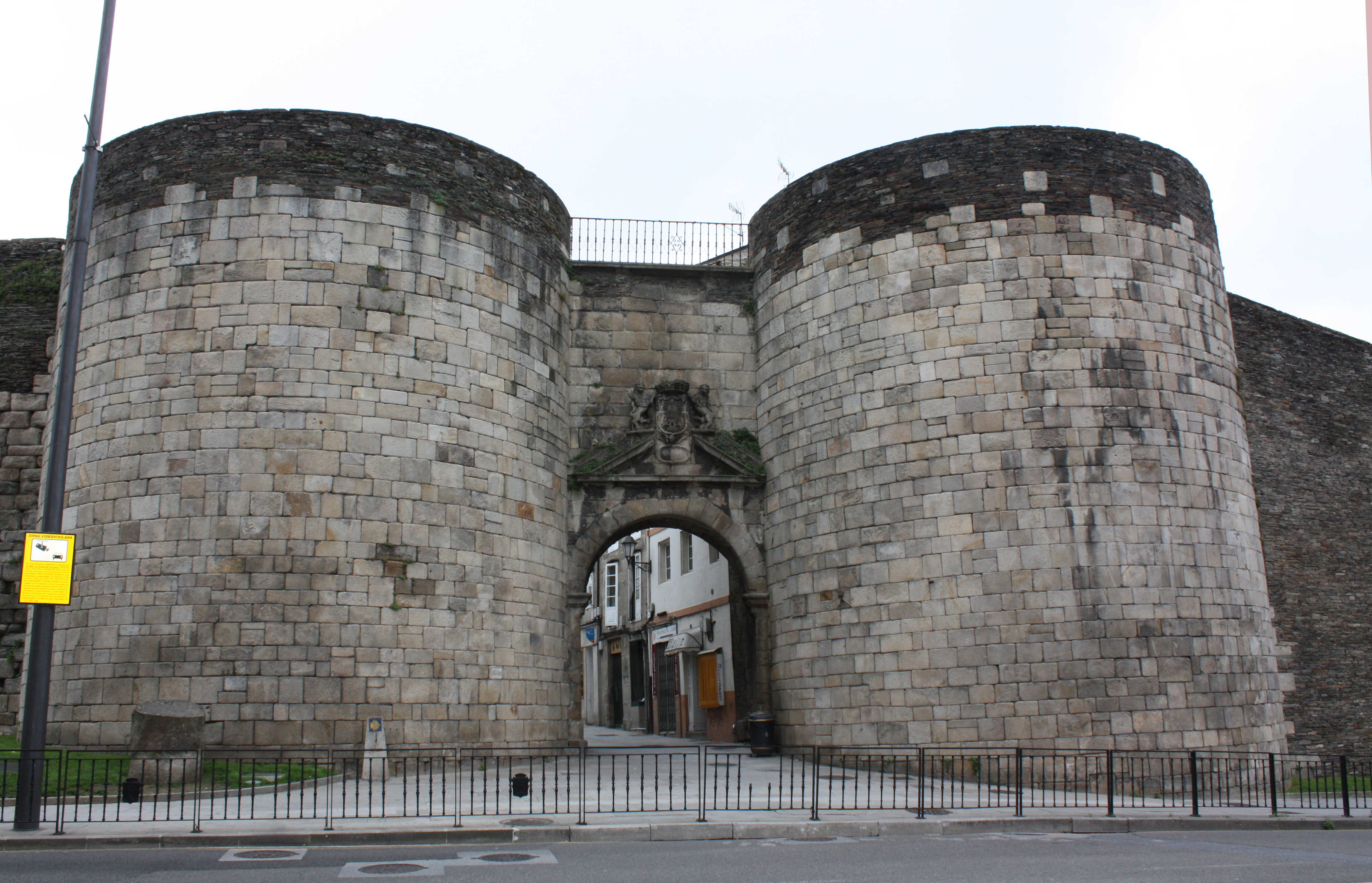
A Szt. Péter-kapu
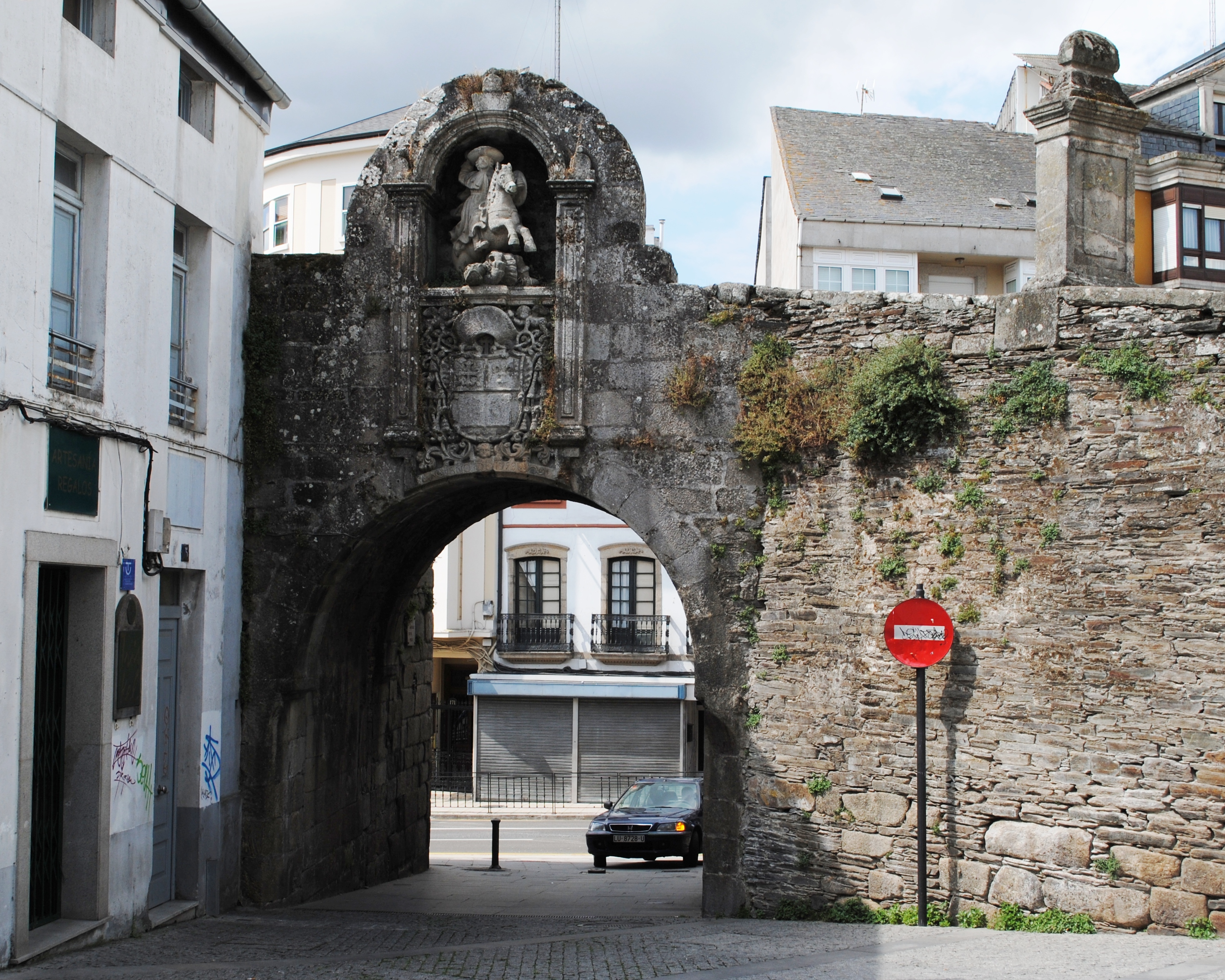
Santiago-kapu
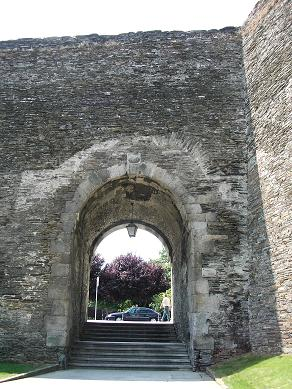
A Hamis kapu
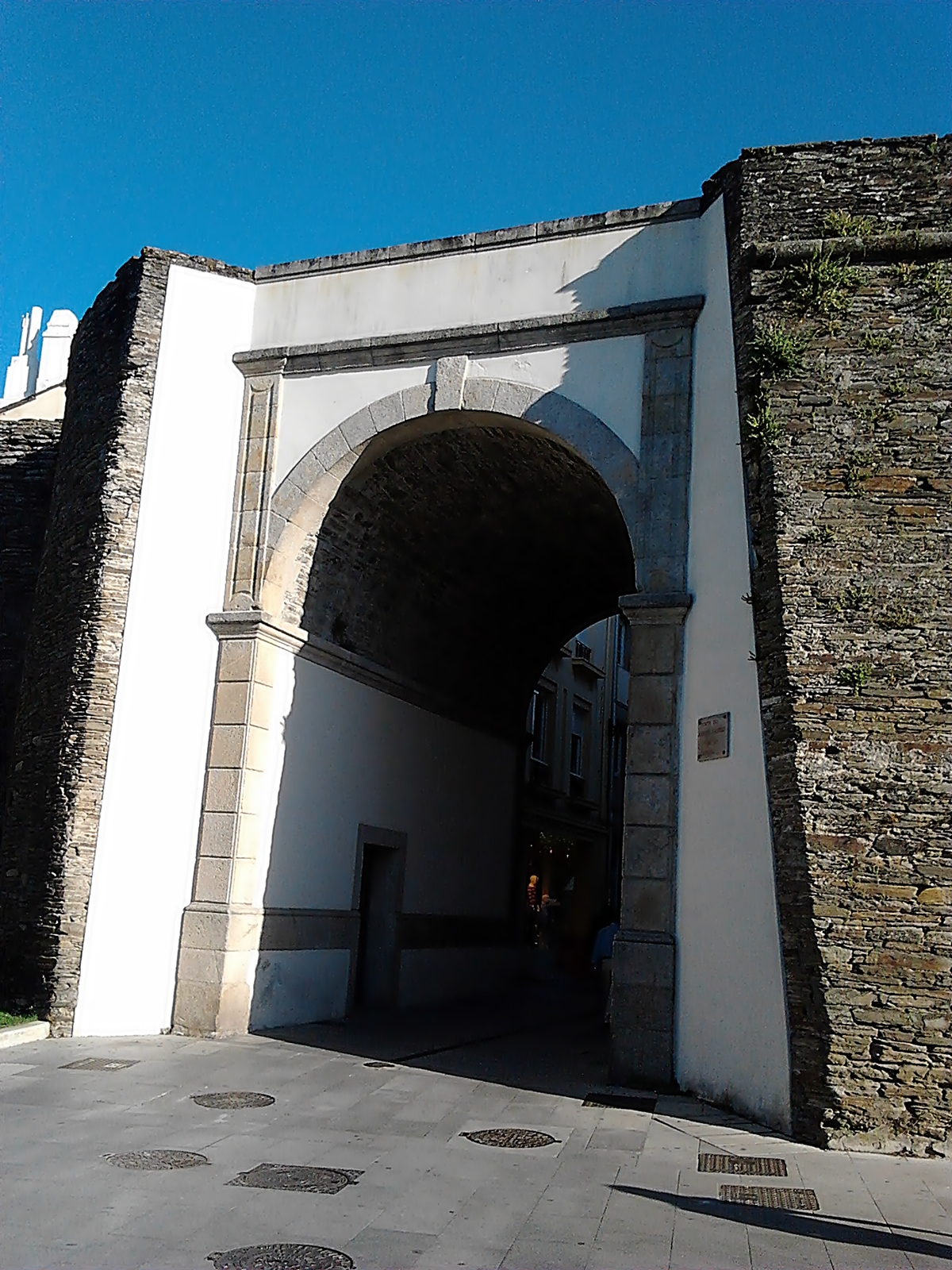
Izquierdo püspök-kapu

## Története

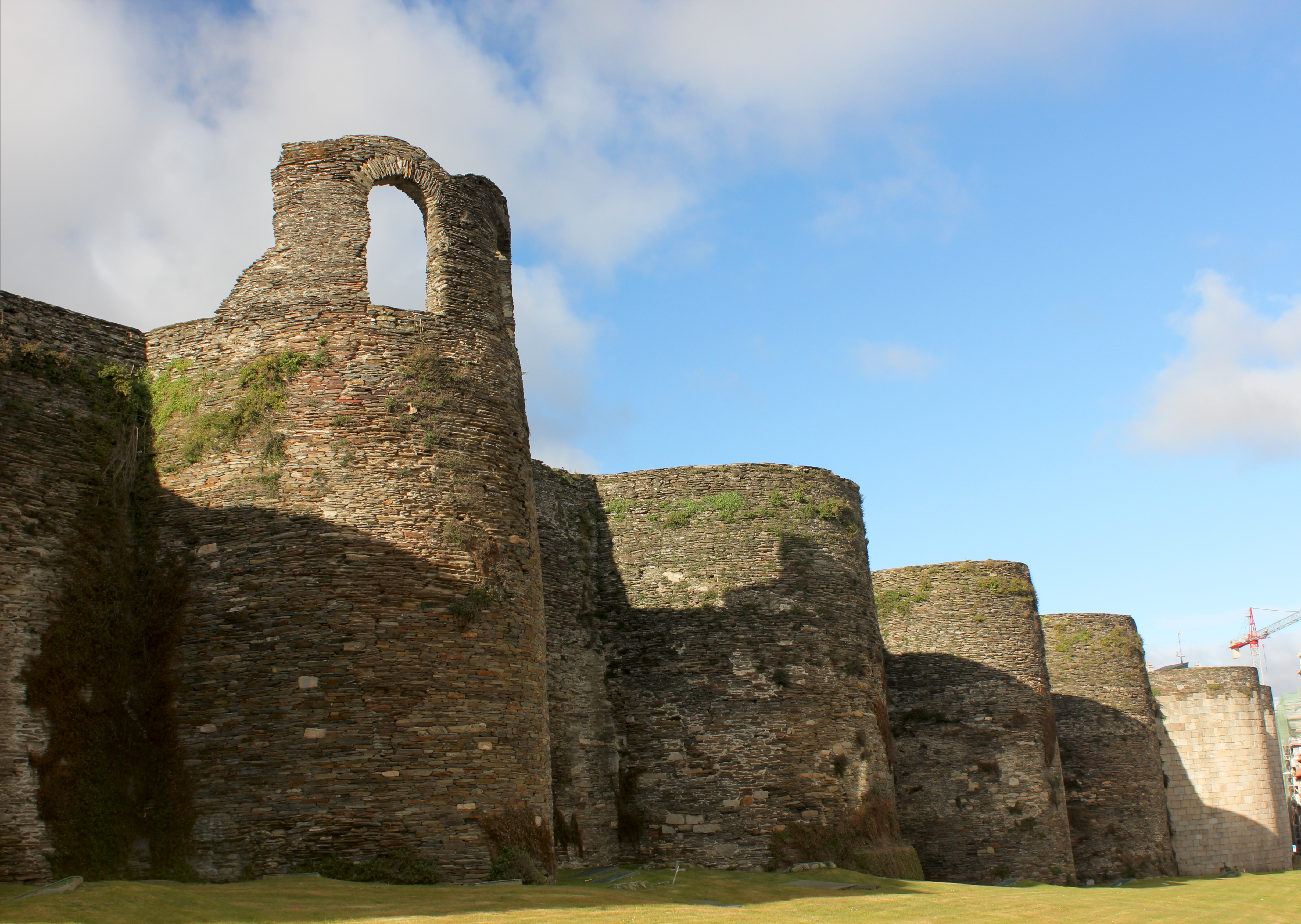
A La Moschera torony

Lucus Augusti városát i. e. 15-13 körül alapították, miután Augustus leverte a cantabriai felkelést. A háború alatt katonai tábor állt a város helyén és a város sakktáblaszerű alaprajza arra utal, hogy ennek elrendezését vették alapul. Ibériát ezután sokáig elkerülték a háborúk, így védőfalra nem volt szükség. A város a következő évszázadokban virágzott, gazdaságának alapját a környéken lévő nyersanyagok bányászata képezte. Látványos középületek és luxusvillák tanúskodtak a polgárok gazdagságáról.
A 2. század közepén frankok és alemannok törtek be Galliába és egészen Hispániáig eljutottak, mire sikerült kiűzni őket. Ezután a nyugati provinciák városai köré is védőfalakat húztak; Lucus 263-276 között építette meg a sajátját. Feltételezik, hogy a védelmi berendezésekre nemcsak a betörő barbárok, hanem a megrendült államhatalom miatt lázongani kezdő helyi törzsek miatt is szükség lehetett. A masszív falak azonban nem akadályozták meg az 5. század elején támadó szvébeket, hogy elfoglalják és felégessék a várost. Tőlük a vizigótok vették el a várost 457-ben. 714-ben a szinte az egész Ibériai-félszigetet elfoglaló mórok fosztották ki Lugót, de I. Alfonz asztúriai király már 755-ben visszavette tőlük. 968-ban a Földközi-tenger felé tartó normannok rabolták ki a települést. 998-ban Almanzor cordobai uralkodó ostromolta meg Lugót és rést is ütött a falon, de a várost nem sikerült elfoglalnia.
A középkor során a város végig jóval kisebb maradt annál, mint amekkora területet a falak körbevettek, sőt még a 19. század elején is széles lakatlan részek maradtak a falak mentén. A falon kívüli építkezés a 16. században kezdődött meg és a város idővel jócskán túlterjeszkedett rajta. A 19. század során és a 20. század elején öt új kaput hoztak létre a növekvő forgalom segítésére.
Miután újabb kaput törtek rajta, a maradék építmény védelme érdekében 1921. április 16-án a városfalat nemzeti műemlékké nyilvánították. 1971-ben megindítottak egy programot amely keretében lebontottak minden, kívülről a városfalhoz kapcsolódó épületet.
2000-ben a lugói városfalat felvették az UNESCO Világörökség-listájára.

## Fordítás
- Ez a szócikk részben vagy egészben  a   Muralla romana de Lugo című spanyol Wikipédia-szócikk ezen változatának fordításán alapul.  Az eredeti cikk szerkesztőit annak laptörténete sorolja fel. Ez a jelzés csupán a megfogalmazás eredetét és a szerzői jogokat jelzi, nem szolgál a cikkben szereplő információk forrásmegjelöléseként.